# Everest Re
Everest Re Group — международная перестраховочная компания, зарегистрированная на Бермудских островах, фактическая штаб-квартира в штате Нью-Джерси, канадский операционный центр в Торонто, азиатский — в Сингапуре, по Латинской Америке — в Майами.

## История
Компания была создана в 1973 году как перестраховочный филиал Prudential Financial; в 1991 году компания кроме перестрахования начала осуществлять прямое имущественное страхование. 6 октября 1995 года была выделена в самостоятельную компанию путём первичного размещения акций; акции начали котироваться на Нью-Йоркской фондовой бирже. В 1996 году сменила название Prudential Reinsurance на Everest Re (по названию самой высокой горы на Земле, Эверест). В 2000 году компания была перерегистрирована на Бермудских островах. В 2008 году был основан филиал в Ирландии и открыто представительство в Бразилии. В 2016 году вышла на страховой рынок Lloyd’s of London как Syndicate 2786.

## Деятельность
Страховые премии за 2020 год составили 7,28 млрд долларов от перестрахования и 3,2 млрд долларов от прямого страхования, инвестиционный доход 643 млн долларов, страховые выплаты — 6,55 млрд долларов. Активы на конец 2020 года составили 32,8 млрд долларов, из них 23,3 млрд пришлось на инвестиции.
В списке крупнейших публичных компаний мира Forbes Global 2000 за 2021 год компания заняла 949-е место (1054-е по размеру выручки, 1234-е по чистой прибыли, 1066-е по активам и 1485-е по рыночной капитализации).

## Дочерние компании
Основные дочерние компании на конец 2020 года:
- Everest Reinsurance Company
- Everest Reinsurance (Bermuda) Ltd.
- Everest Reinsurance Company (Ireland) dac
- Everest National Insurance Company
- Everest Indemnity Insurance Company
- Everest Security Insurance Company
- Everest International Assurance, Ltd.
- Everest Insurance Company of Canada
- Everest International Reinsurance, Ltd.
- Everest Denali Insurance Company
- Everest Premier Insurance Company
- Everest Insurance (Ireland), dac